# La modelo de París
La modelo de París (en el original inglés That Model from Paris) es una película muda de 1926 de comedia dirigida por Louis J. Gasnier y protagonizada por Marceline Day, Bert Lytell y Eileen Percy.

## Sinopsis
Una joven de personalidad tímida es persuadida para que se disfrace y finja ser una modelo francesa para un desfile de moda, pero eso genera complicaciones.

## Reparto
- Marceline Day como Jane Miller
- Bert Lytell como Robert Richmond
- Eileen Percy como Mamie
- Ward Crane como Morgan Grant
- Miss DuPont como Lila
- Arthur Hoyt como el gerente en la casa de los modelos
- Crauford Kent como Henry Marsh
- Otto Lederer como Mr. Katz
- Nellie Bly Baker como esteticista
- Leon Holmes como un chico de la oficina
- Sabel Johnson como modelo
- George Kuwa como Grant